# Золотарёв, Владимир Семёнович
 Владимир Семёнович Золотарёв (род. 25 декабря 1937, Ростов-на-Дону) — советский и российский экономист, доктор экономических наук, профессор, ректор Ростовского государственного экономического университета (1988—2008). Общественный и государственный деятель; писатель

. Заслуженный деятель науки Российской Федерации (1994).

## Биография
В 1959 году окончил Ростовский финансово-экономический институт. По окончании института устроился на работу помощником мастера, потом работал инженером-экономистом на заводе «Ростсельмаш» г. Ростова-на-Дону.
Продолжил образование в Ростовском государственном университете, где учился с 1962 года и одновременно работал. Учился также в аспирантуре кафедры политической экономии. В 1966 году защитил кандидатскую, в 1983 году защитил докторскую диссертацию на тему: «Научно-производственный комплекс развитого социализма (вопросы методологии и теории)».
С 1966 года — ассистент, доцент, заведующий кафедрой экономики и планирования народного хозяйства, декан экономического факультета Ростовского государственного университета. В 1988 году избран на должность ректора Ростовского государственного экономического университета. Работал на этой должности с 1988 по 2008 год. Был депутатом областного законодательного собрания, председателем редколлегии журнала «Известия высших учебных заведений. Северо-Кавказский регион», членом редколлегии газеты «Академия».

## Награды и звания
- Заслуженный работник высшей школы РФ.
- Действительный член Академии социальных наук.
- Медаль «Ветеран труда».
- Медаль ордена «За заслуги перед Отечеством» II степени.
- Заслуженный деятель науки РФ
- Литературная премия «Творчество Дона» (1993).

## Труды
Владимир Семёнович Золотарёв создал в университете научную школу, занимающуюся вопросами рыночной экономики, является автором около 120 научных публикаций.
Кроме научных трудов известен своим литературным творчеством. Написал повесть «Пятая колонна» (2002), издал четыре сборника юмористических рассказов: «Вернячок» (1993), «Советы лицедея» (1995), «Монография» (2000), «Сила примера» (2001).